# Nako (Indien)

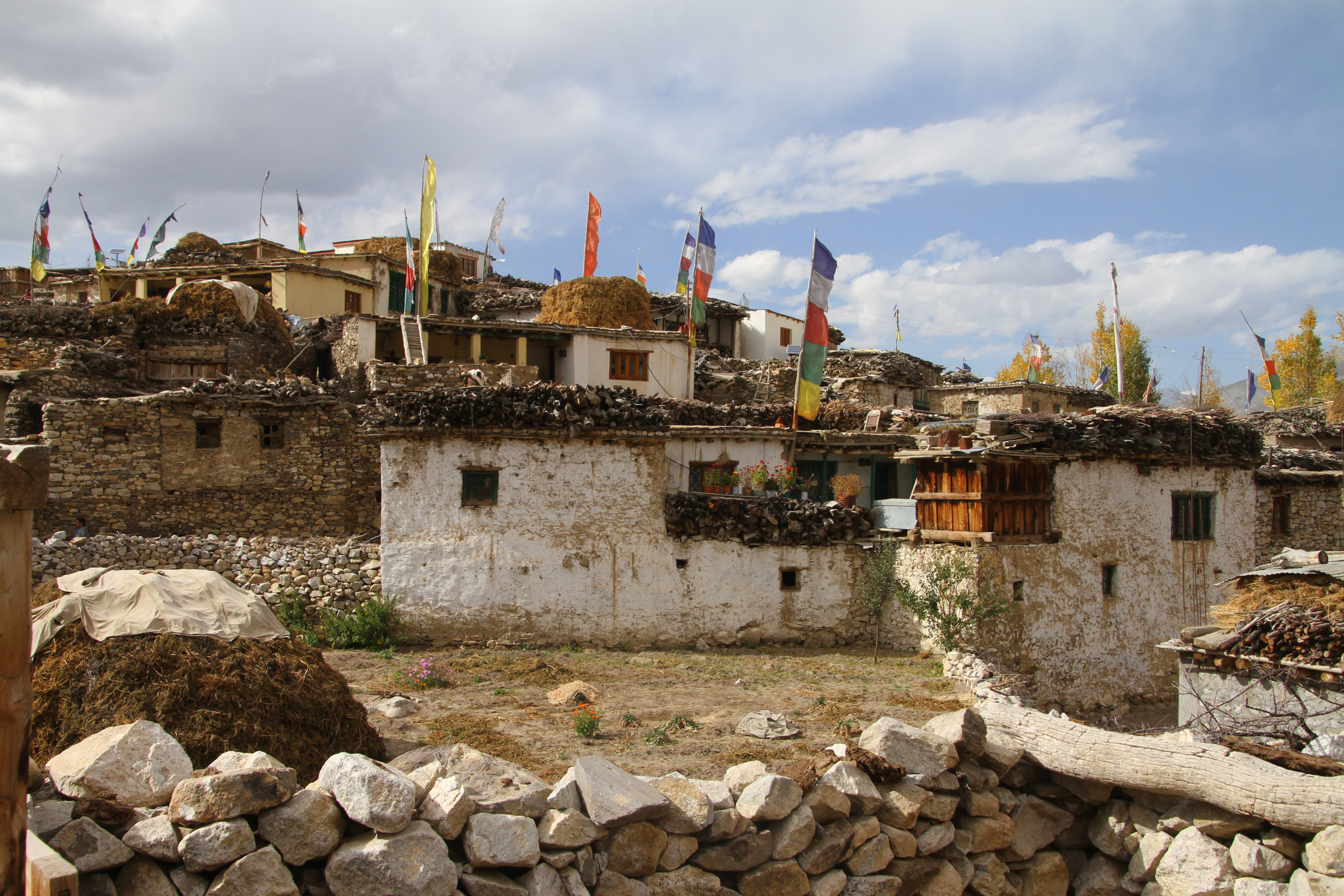
Nako

Nako ist ein Dorf im Distrikt Kinnaur im Bundesstaat Himachal Pradesh im Nordwesten Indiens.

## Beschreibung
Das Dorf liegt in 3600 m Höhe und ist bekannt für sein idyllisches Ortsbild. Es hat ein buddhistisches Kloster aus dem 11. Jahrhundert und einen kleinen See in der Ortsmitte.

## Galerie

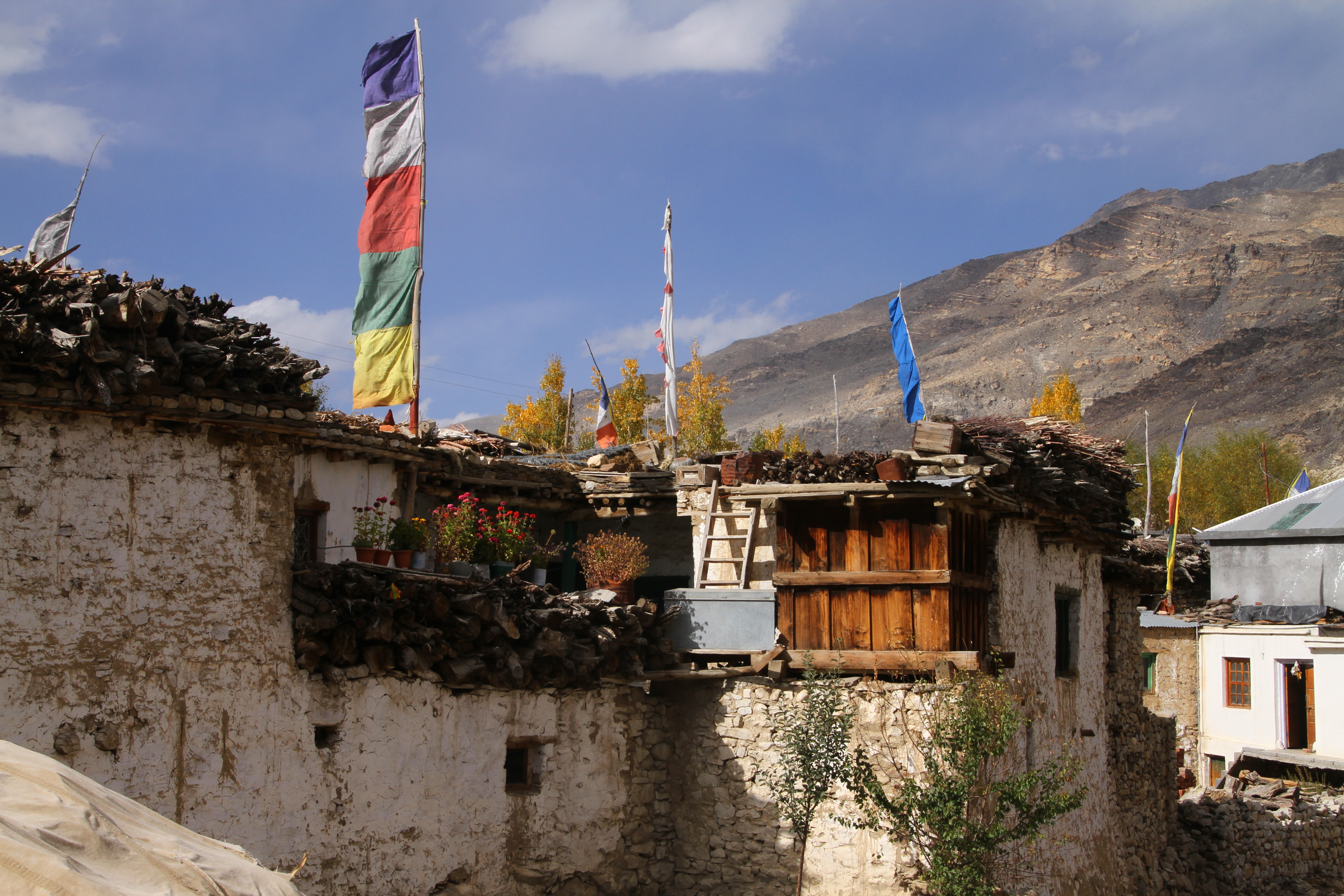
Bauernhaus
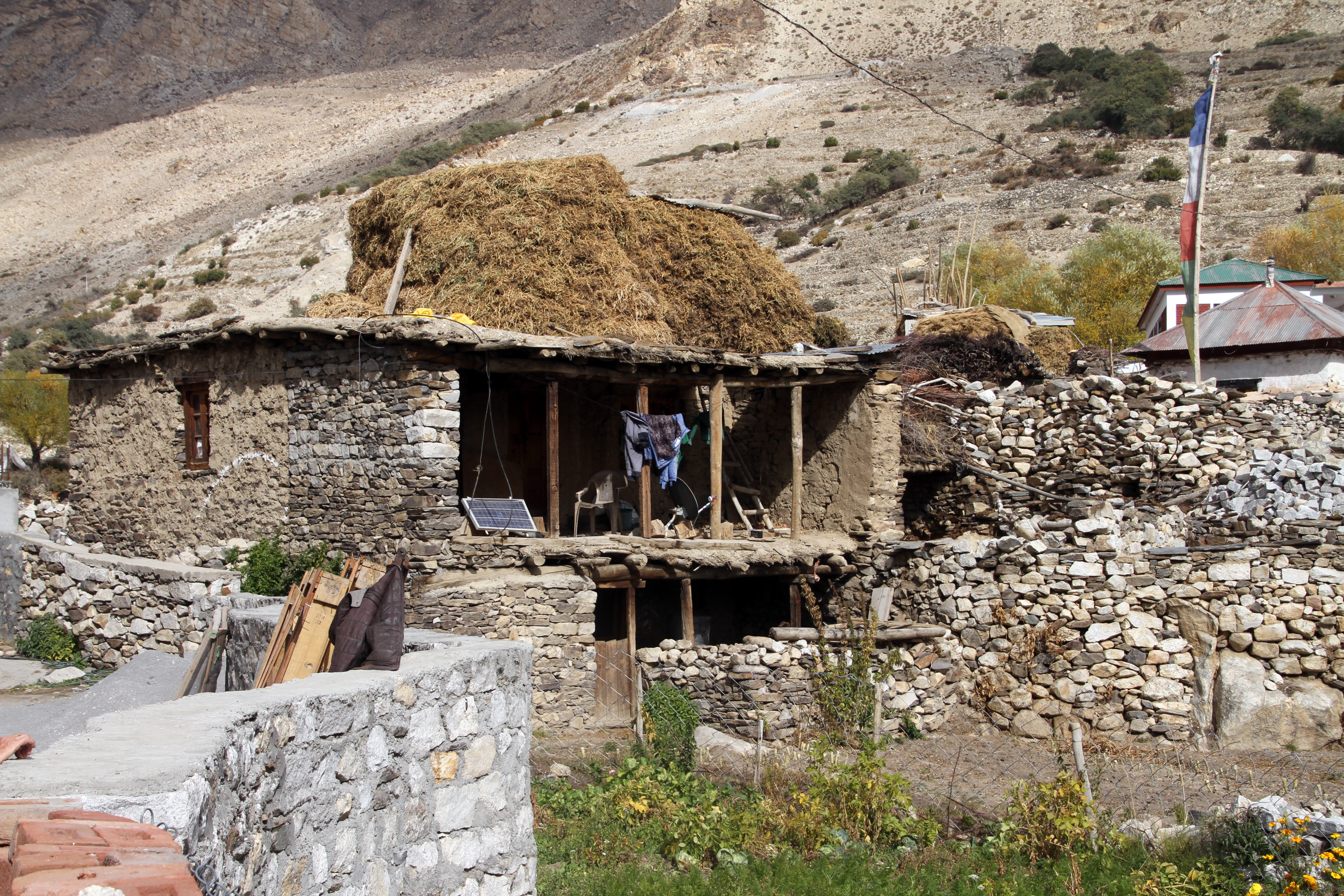
Bauernhof
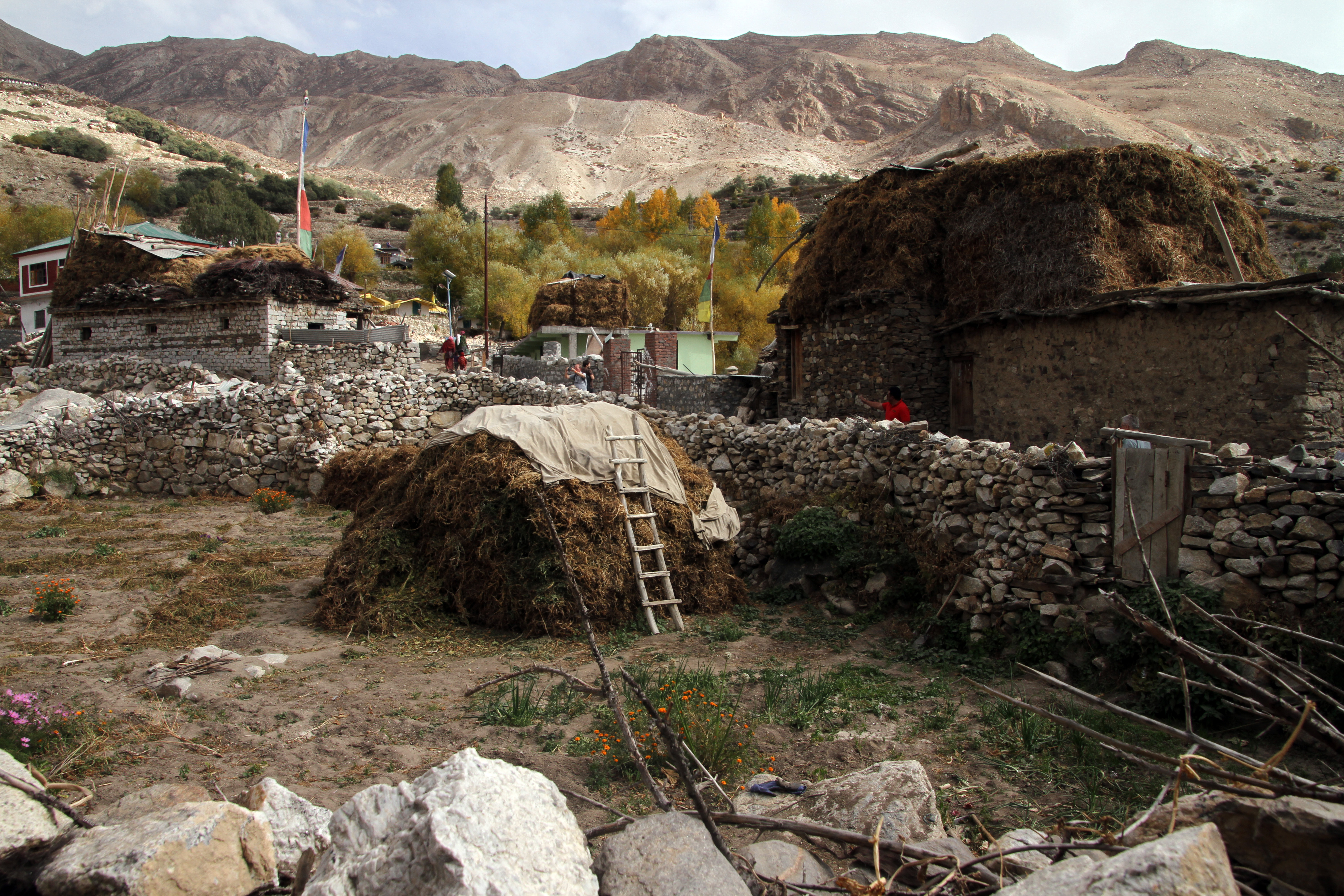
Landwirtschaft
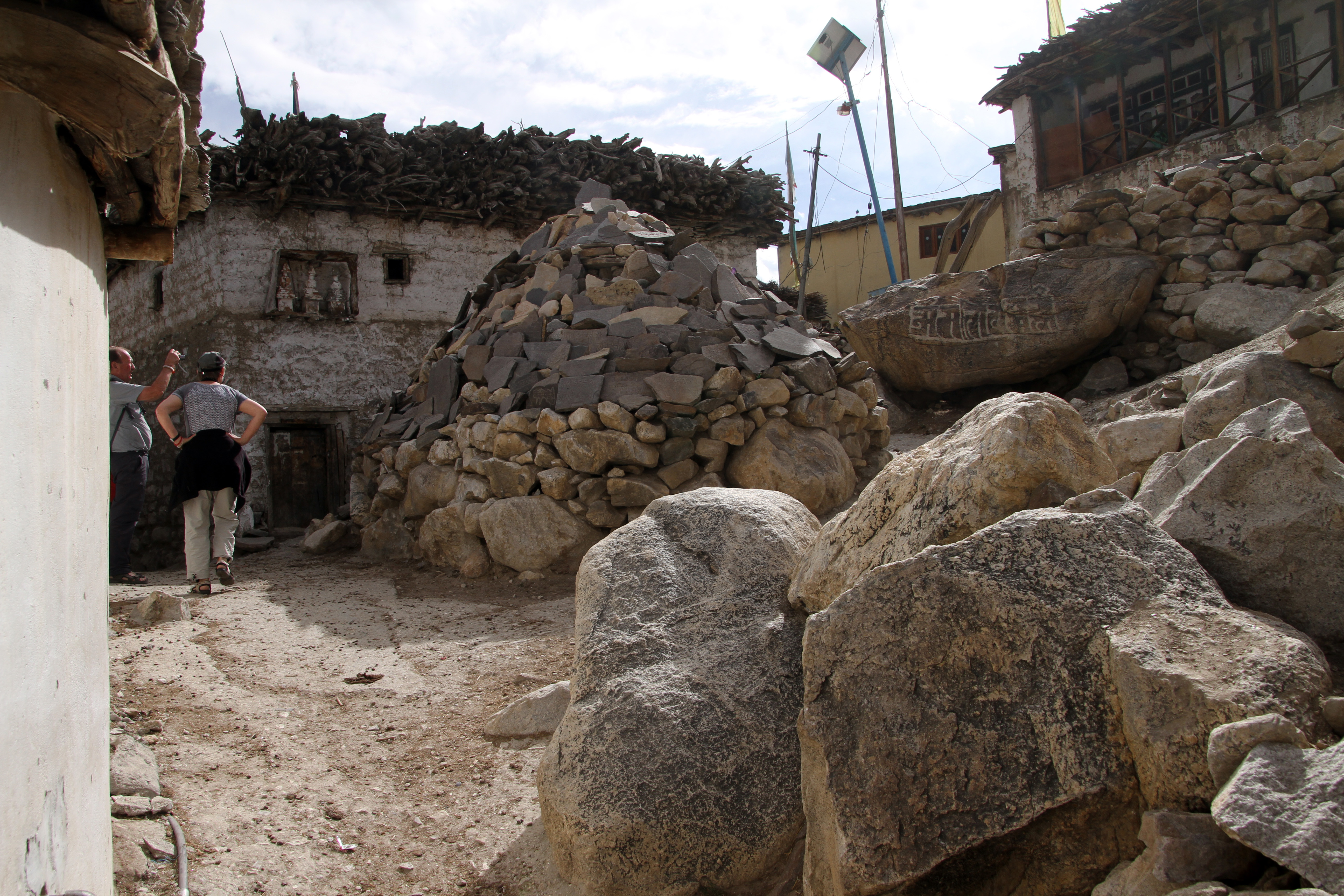
Manisteine
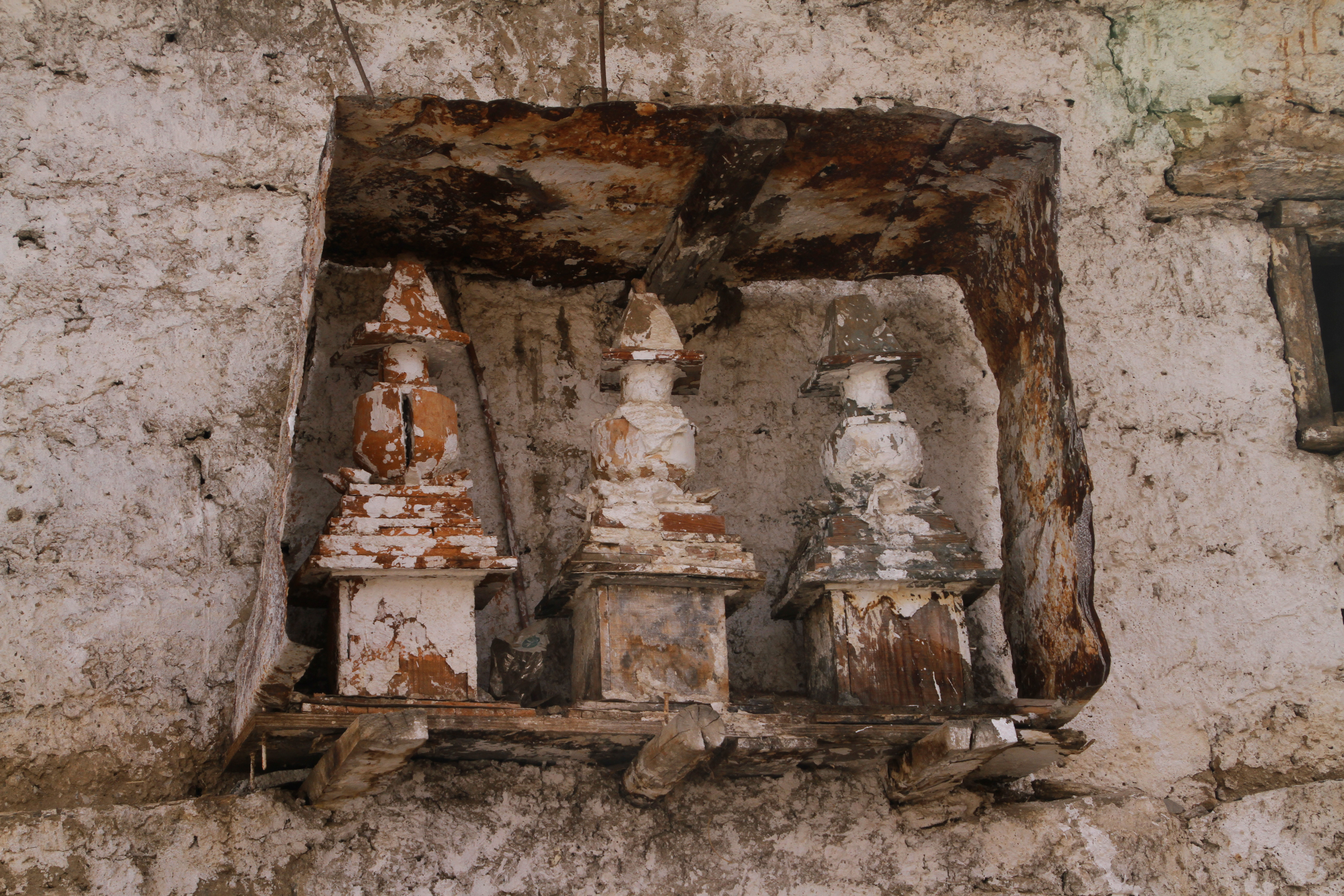
Drei Lhatos
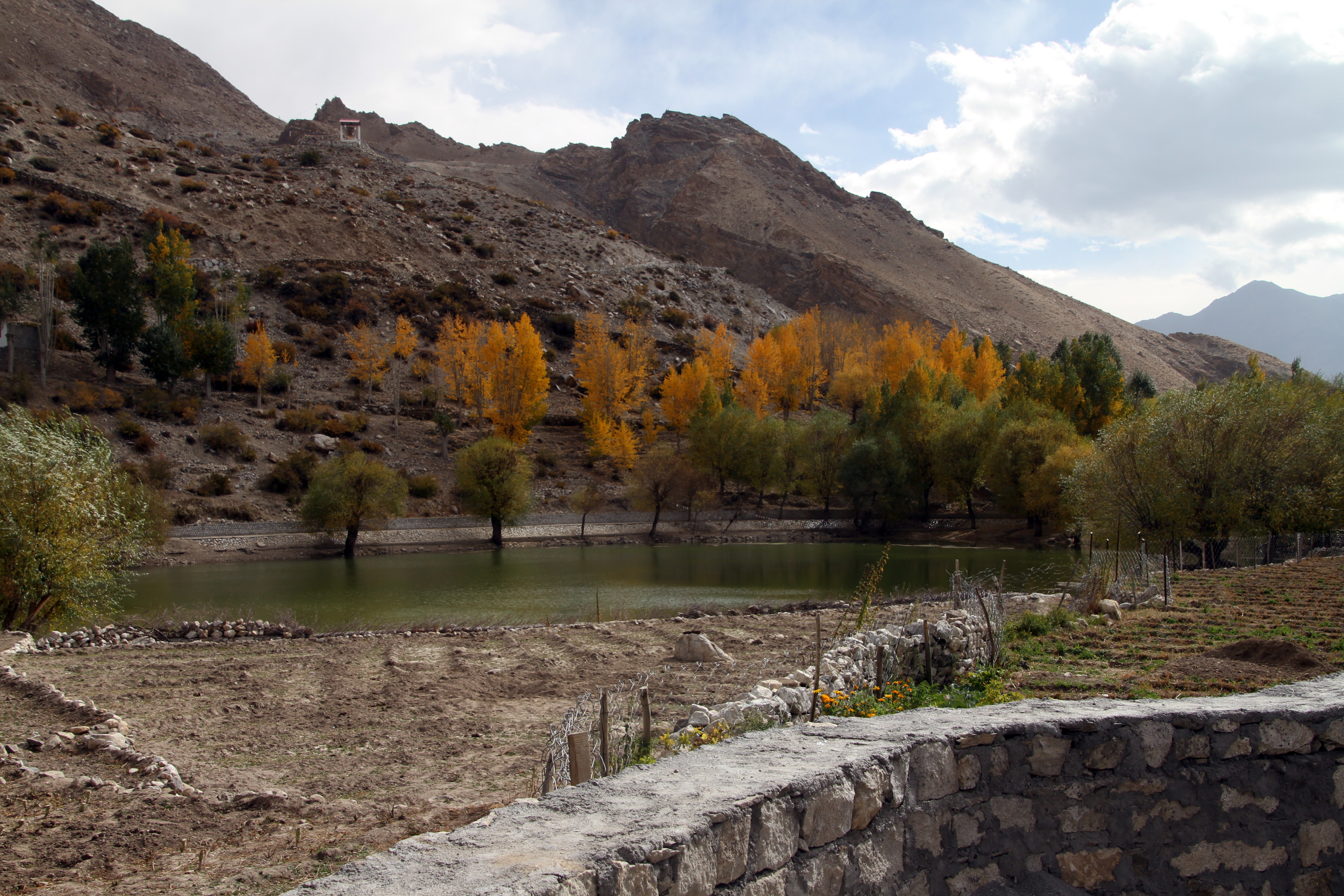
See